# 하자전담반 제로
《하자전담반 제로》는 2009년 2월 14일부터 5월 23일까지 MBC 드라마넷에 방영된 드라마이다.

## 등장 인물

### 주요 인물
- 이태성 : 김우진 역
- 강인 : 나호태 역
- 이다인 : 조미나 역
- 김희원 : 장 여사 역
- 제이 : 민두현 역
- 이경은 : 오수정 역

### 그외 인물들
- 조세호 : 정도령 역
- 박희진 : 민하 역
- 서윤아 : 소주리 역
- 양명헌 : 신봉구 의사 역
- 승규 : 달수 역
- 강유진
- 이형석
- 박성균
- 김정도 : 형석 역
- 고윤후 : 백도훈 역
- 박하선 : 남현정 역
- 주석태 : 신비서 역